# Revolution (2024)
O 2024 Revolution é o quinto evento anual de luta livre profissional pay-per-view (PPV) do Revolution produzido pela All Elite Wrestling (AEW). Acontecerá em 3 de março de 2024, no Greensboro Coliseum em Greensboro, Carolina do Norte, marcando o primeiro PPV da AEW a ser realizado na Carolina do Norte . O evento sediará a partida final dos quase 40 anos de carreira de Sting e será realizado no mesmo local em que ele enfrentou Ric Flair no Clash of the Champions I em março de 1988, que foi produzido pela National Wrestling Alliance. Território de promoções de Jim Crockett.

## Produção

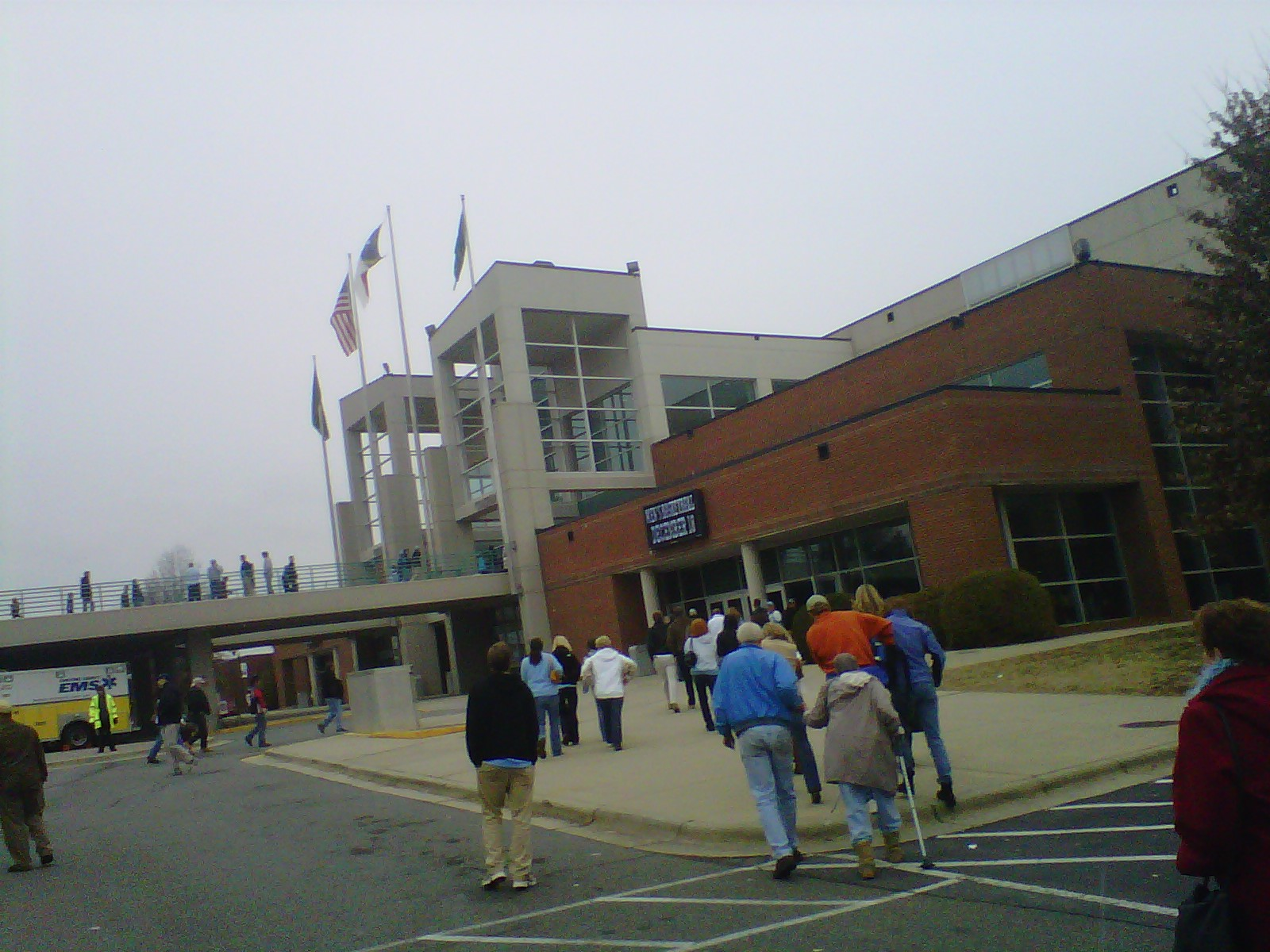
O evento será realizado no Greensboro Coliseum em Greensboro, Carolina do Norte, marcando o primeiro evento pay-per-view da All Elite Wrestling a ser realizado na Carolina do Norte.

Revolution é um evento pay-per-view (PPV) de wrestling profissional realizado anualmente pela All Elite Wrestling (AEW) desde 2020 - foi originalmente realizado no final de fevereiro, mas mudou para o início de março de 2021. É um dos "Big Four" PPVs da AEW, que também inclui Double or Nothing, All Out e Full Gear, seus quatro maiores programas produzidos trimestralmente.
A Revolução de 2024 foi confirmada por um anúncio feito pelo lutador da AEW e veterano do wrestling Sting no episódio de 18 de outubro de 2023 do Dynamite . Sting recapitulou como teve sua partida de estreia na AEW no 2021 Revolution e então anunciou que faria a última luta em sua carreira de quase 40 anos no 2024 Revolution. Durante o episódio de 29 de novembro do Dynamite, o quinto evento Revolution foi confirmado para ser realizado em 3 de março de 2024, no Greensboro Coliseum em Greensboro, Carolina do Norte, o mesmo local em que Sting enfrentou Ric Flair no Clash of the Champions I em Março de 1988, produzido pela Jim Crockett Promotions da National Wrestling Alliance . Flair também confirmou que estaria no escanteio de Sting para a partida. Este também será o primeiro PPV da AEW a ser realizado na Carolina do Norte.
Os ingressos para o evento foram colocados à venda em 15 de dezembro de 2023. De acordo com o WrestleTix on X, mais de 13 mil ingressos foram vendidos na primeira semana com a produção abrindo continuamente mais seções. John Pollock também acrescentou que a AEW revisou os planos de produção para atender à demanda dos fãs e que a empresa abriria o maior número possível de assentos com base na demanda adicional.

### Enredos
Revolution contará com lutas de wrestling profissional que são o resultado de rivalidades e histórias preexistentes, com resultados pré-determinados pelos escritores da AEW. As histórias são produzidas nos programas semanais de televisão da AEW, Dynamite, Collision e Rampage.
Após a vitória de Sting e Darby Allin no Dynamite: Homecoming em 10 de janeiro e com o Revolution se aproximando rapidamente, Tony Schiavone perguntou a Sting quem seria seu oponente final. seria. Antes que Sting pudesse responder, The Young Bucks (Matt Jackson e Nick Jackson) interromperam, que foi sua primeira aparição desde Full Gear em novembro de 2023. As duas equipes posteriormente se encararam, com os comentaristas insinuando que The Young Bucks queria desafiar Sting e Allin para uma tag team match para a luta final de Sting.

## Resultados
| Nº                                          | Resultados | Estipulações | Tempo |
| ------------------------------------------- | --- | --- | ----- |
| Pré- show                                   | The Bang Bang Scissor Gang (Max Caster, Anthony Bowens, Billy Gunn, Austin Gunn, Colten Gunn, and Jay White) defeated Jeff Jarrett, Satnam Singh, Jay Lethal, Willie Mack, and Private Party (Isiah Kassidy and Marq Quen) (with Sonjay Dutt and Karen Jarrett) by pinfall | 12-man tag team match | 12:25 |
| Pré- show                                   | Kris Statlander and Willow Nightingale defeated Julia Hart and Skye Blue by pinfall | Tag team match | 13:30 |
| 1                                           | Christian Cage (c) (with Killswitch, Mother Wayne, and "The Prodigy" Nick Wayne) defeated Daniel Garcia by pinfall | Singles match for the AEW TNT Championship | 16:50 |
| 2                                           | Eddie Kingston (c) defeated Bryan Danielson by pinfall | Singles match for the Continental Crown Championship (AEW Continental Championship, ROH World Championship, and the NJPW Strong Openweight Championship) Since Danielson lost, he had to shake Kingston's hand. | 19:45 |
| 3                                           | Wardlow (with Adam Cole, Mike Bennett, and Matt Taven) defeated Chris Jericho, Powerhouse Hobbs, Lance Archer (with Jake "The Snake" Roberts), Hook, Brian Cage (with Prince Nana), Magnus, and Dante Martin by pinfall                                                    | All-Star Scramble match The winner received a future AEW World Championship match. | 15:45 |
| 4                                           | Roderick Strong defeated Orange Cassidy (c) by pinfall | Singles match for the AEW International Championship | 12:45 |
| 5                                           | Blackpool Combat Club (Jon Moxley and Claudio Castagnoli) defeated FTR (Dax Harwood and Cash Wheeler) by technical submission | Tag team match | 21:50 |
| 6                                           | "Timeless" Toni Storm (c) (with Mariah May and Luther) defeated Deonna Purrazzo by pinfall | Singles match for the AEW Women's World Championship | 12:15 |
| 7                                           | Will Ospreay defeated Konosuke Takeshita by pinfall | Singles match | 22:00 |
| 8                                           | Samoa Joe (c) defeated "Hangman" Adam Page and Swerve Strickland (with Prince Nana) by submission | Three-way match for the AEW World Championship | 19:40 |
| 9                                           | Sting and Darby Allin (c) (with Ric Flair, Garrett Borden, and Steven Borden, Jr.) defeated The Young Bucks (Matthew Jackson and Nicholas Jackson) by submission | Tornado tag team match for the AEW World Tag Team Championship This was also Sting's retirement match. | 21:03 |
| (c) – Refere-se aos campeões antes da luta. | | |       |